# Georgius Agricola
Georgius Agricola (Glauchau, 24. ožujka 1494. – Chemnitz, 21. studenoga 1555.), čije je pravo ime George Bauer (Petrus Mosellanus, profesor iz Leipziga savjetovao mu je polatinizirati njegovo ime), bio je njemački znanstvenik, prirodoslovac (nazvan "otac mineralogije") i humanist. Kao izvanredan renesansni znanstvenik, odlikuje se iznimnim postignućima u obrazovanju, medicini, mjeriteljstvu, filozofiji i povijesti.
Agricola je osnivač triju znanosti: mineralogije, geologije i rudarske znanosti. Najpoznatiji je po svojoj epohalnoj knjizi "De re metallica".

## Životopis

### Mladost i studiji
Agricola je rođen 1494. godine kao drugo od sedmero djece u obitelji suknara i farbara u Glauchau. Studirao od 1514. do 1518. klasične jezike na Sveučilištu u Leipzigu kod Petrusa Mosellanusa (sljedbenika Erazma Rotterdamskog), koji ga je preporučio u Zwickau. Agricola je najprije postao zamjenik ravnatelja (1518.), a zatim ravnatelj uprave škole Zwickau (1519.) gdje je stvorio novu vrstu škole s nastavom latinskog, grčkog i hebrejskog jezika u kombinaciji s tehnologijom: poljoprivreda, vinogradarstvo, arhitektura i mjeriteljstvo, računanje, farmakologija i vojni poslovi.

### Boravak u Italiji
Agricola je 1522. godine ponovo došao studirati u Leipzig, ovaj put medicinu. Godine 1523. otišao je na Sveučilišta u Bolonji i Padovi proučavati kliničku medicinu, prirodne znanosti i filozofiju. Vratio se 1526. godine u Chemnitz.

### Povratak u Njemačku
Godine 1527. Agricola je kao liječnik i ljekarnik u St. Joachimsthalu (sada: Jáchymov) oženio udovicu Annu Meyner iz Chemnitza. Joachimsthal je tada bio centar rudarstva i topljenja ruda. Njegov prvi cilj je bio "da ispuni praznine u umjetnosti liječenja", a drugi cilj da provjeri što je bilo napisano o mineralogiji pažljivim promatranjem ruda i metoda njihove prerade. To je bila prilika da Agricola dođe u izravni dodir s rudarstvom i topioničarstvom gdje su susreti s rudarima probudili njegov interes za rudarstvo i metalurgiju. On uviđa da su ta područja slabo obrađena u literaturi i da nema kontinuiteta od grčkih i rimskih autora.
Upućivao je na profesionalne bolesti rudara, uveo je praksu karantene u Njemačkoj, i radije slijedio svoja vlastita zapažanja nego medicinske dogme u liječenju bolesnika.  1531. godine postao je gradski liječnik u Chemnitzu, gdje je u više navrata bio gradonačelnik (1546., 1547., 1551. i 1553.). Također je bio zaposlen u državnoj službi kao povjesničar Saksonskog suda.
Agricola je u području medicine, farmacije, alkemije, filologije i pedagogije, politike i povijesti, mjeriteljstva, geoznanosti i rudarstva spojio humanističku učenost s tehničkim znanjem.
U njegovom prvom radu Bermannus, sive De Re Metallica (1530.), opisuje metode traženja i prerade ruda, dobivanje metala, napredak rudarske tehnike, rudarska mjerenja, transport, oplemenjivanje i preradu ruda. U djelu De mensuris et ponderibus (1533.), opisuje grčke i rimske utege i mjere jer u to vrijeme nije bilo jedinstvenih mjera, što je značajno ometalo trgovinu. Ovo djelo je položilo kamen temeljac za Agricolu kao uglednog humanističkog znanstvenika.
U većini svojih djela Agricola obrazlaže geoznanosti: u De ortu et causis subterraneorum (1544.) opisuje postanak materijala u unutrašnjosti Zemlje, u De natura eorum, quae effluunt ex terra (1545.) opisuje prirodu izviranja podzemnih voda i plina iz unutrašnjosti Zemlje, u De natura Fossilium klasificira minerale (po ovom djelu prozvan "otac mineralogije"), a u djelu De veteribus et novis metallis opisuje rudna ležišta i rudarenje metala u antičko i moderno doba. Također Meurerovo pismo (Epistola ad Meurerum) iz 1546. godine jedno je od tih djela.
Bio je fasciniran rudarstvom i rudarskom znanošću, a njegova poznata knjiga "De Re Metallica", izdana u Baselu godinu dana nakon njegove smrti 1556. godine opširno je izvještavala o svemu što je naučio o razvoju rudarskih metoda, metalurškim procesima, geologiji, mineralogiji i rudarskom zakonodavstvu od najranijih vremena pa do 16. stoljeća.
Agricola je bio oženjen dva puta i imao (najmanje) šestero djece. Dvije godine nakon smrti svoje prve supruge, 1540. oženio je 46-godišnji gradski liječnik 30 godina mlađu, Annu, kći bivšeg vlasnika talionica bakra Ulricha Schütza d. J. Ovaj put oženio se u najbogatijoj obitelji u Chemnitzu.
Dana 21. studenog 1555. godine, u dobi od 61 godina, umro je u Chemnitzu. Nakon reformacije u Saskoj, grad je odbio katolika Agricolu pokopati u Chemnitzu, pa je na inicijativu njegovih prijatelja, znanstvenika i biskupa Juliusa Pflugka od Zeitza pokopan u kapeli Zeitz (Zeitz je oko 50 km udaljen od Chemnitza).

## Najvažnija Agricolina djela
- Bermannus, sive de re metallica (1530.), djelo iz geologije
- De ortu et causis subterraneorum  (1546.), prvo djelo iz opće geologije
- De natura eorum, quae effluunt ex terra (1545.), studija o podzemnim vodama i plinu
- O naravi fosila (De natura fossilium, 1546.), prva sustavna mineralogija
- De veteribus et novis metallis (1546.), djelo posvećeno povijesti metala i mineralogiji
- O kovinama (De re metallica libri XII, 1556.), enciklopedija rudarstva i metalurgije (najopsežnije Agricolino djelo)

## Vanjske poveznice
Ostali projekti
|  | Zajednički poslužitelj ima još gradiva o temi Georgius Agricola |

Mrežna mjesta
- Nenad Raos, Georgius Agricola: De re metallica, Priroda 954/2007.